# Amphithalassius latus
Amphithalassius latus är en tvåvingeart som beskrevs av Ulrich 1991. Amphithalassius latus ingår i släktet Amphithalassius och familjen styltflugor. Inga underarter finns listade i Catalogue of Life.